# Line Hinsch
Le Line Hinsch est un ancien caboteur à voile et a moteur de 1928. Il est désormais un navire musée servant de restaurant à Bremerhaven.

## Historique
Le navire a été commandé par Johann Hinsch de Wischhafen au chantier naval Gebrüder van Diepen à Waterhuizen aux Pays-Bas. Ce chantier a construit en grand nombre ce type de caboteur côtier et a livré le voilier à moteur le 18 mai 1928 sous le nom de Waterhuizen.
Après dix ans de service, le propriétaire fait rallonger le navire à sa taille actuelle en août 1938 et installe un nouveau moteur diesel Deutz de 50 cv, ce qui permet au navire d'atteindre une vitesse de 6,5 nœuds. Le 25 octobre 1941, le caboteur est rebaptisé Line Hinsch. Après la mort de Johann Hinsch, le navire est allé chez la veuve Adeline Hinsch le 14 octobre 1948, qui a gardé le navire jusqu'en 1955.
Le 6 octobre 1955, le caboteur est vendu à Johann Schmedje de Dornbusch. En avril 1961, il est équipé d'un nouveau moteur diesel Deutsche-Werke de 100 cv, augmentant la vitesse possible à 7,5 nœuds.
Après le transfert du caboteur à Mme Ladiges de Hambourg le 20 mars 1972, le navire a été transféré au registre de la navigation intérieure le 28 du même mois. Trois ans plus tard, le 18 avril 1975, le navire fut vendu aux enchères à Andreas Martens de Hambourg.

### Réservation
En 1988, le Bremerhavener Beschäftigungs Gesellschaft das Schiff a acquis le navire et l'a restauré. Depuis son achèvement en juin 1995, Line Hinsch est amarré à Bremerhaven en tant que Pannkoke Schiff avec des interruptions